# Квазизвезда
Квазизвезда — гипотетический тип чрезвычайно массивных объектов, которые могли существовать на очень раннем этапе развития Вселенной. Представляют собой чёрные дыры, окружённые массивной газовой оболочкой, находящейся в гидростатическом равновесии. В отличие от современных звёзд, которые питаются за счёт ядерного синтеза в своих ядрах, энергия квазизвезды будет поступать из материала, падающего в чёрную дыру. Существование квазизвёзд может объяснить относительно быстрое появление сверхмассивных чёрных дыр.

Сравнение размеров квазизвезды с несколькими известными гигантскими звёздами, которые есть в списке крупнейших известных звёзд, включая R136a1, Ригель, Пистолет, Бетельгейзе, VY Большого Пса и Stephenson 2-18

## Образование
Квазизвёзды могли появляться в догалактических гало тёмной материи приблизительно от 180 до 478 миллионов лет после Большого взрыва. Состоят почти полностью из водорода и не содержат в себе металлов.
Квазизвёзды, возможно, образовывались, когда ядро большой формирующейся протозвезды коллапсирует в чёрную дыру (при этом происходит взрыв, по выделяемой энергии сопоставимый со взрывом гиперновой). Внешние слои звезды достаточно массивны, чтобы поглотить всю энергию и не рассеяться (как это происходит с современными сверхновыми). Как только чёрная дыра сформировалась в ядре протозвезды, она (дыра) будет генерировать большое количество энергии из-за падения дополнительного звёздного материала во внутрь дыры. Эта энергия будет противодействовать силе гравитации, создавая равновесие, подобное тому, которое поддерживают современные звёзды на основе термоядерного синтеза.

## Характеристики
Предполагается, что максимальная продолжительность жизни квазизвезды составляет около 7 млн. лет, после чего чёрная дыра в ядре вырастет до 1 000—10 000 солнечных масс (2,0⋅1033—2,0⋅1034 кг). Эти чёрные дыры средней массы были предложены как источник сверхмассивных чёрных дыр современной эпохи. По расчётам, квазизвёзды имеют температуру поверхности несколько меньшую, чем солнечная (~4 000 K). Масса квазизвезды должна быть, по меньшей мере, в 1000 раз больше массы Солнца (2,0⋅1033 кг). Предполагаемая масса зависит от теоретической модели и может быть 107 масс Солнц. Светимость примерно в 1012 раз больше, чем у Солнца (1045 эрг/с), а радиус — в 106 раз (1015—1017 см).

## Попытки обнаружения
Несмотря на высокую светимость, обнаружение квазизвёзд — исключительно трудная задача. Они существовали в ранней Вселенной. Даже если они в то время светились в оптическом диапазоне, то расширяющееся пространство сместило их свет в сторону инфракрасного спектра.